# Кодевіго
Кодевіго, Кодевіґо (італ. Codevigo, вен. Codevigo) — муніципалітет в Італії, у регіоні Венето, провінція Падуя.
Кодевіго розташоване на відстані близько 380 км на північ від Рима, 27 км на південний захід від Венеції, 24 км на південний схід від Падуї.
Населення — 6482 особи (2014).
Покровитель — San Zaccaria.

## Демографія
Населення за роками:

Станом на 1 січня 2023 року в муніципалітеті офіційно проживали 423 іноземці з 35 країн, серед них 127 громадян країн Євросоюзу та 9 громадян України.

## Сусідні муніципалітети
- Арцергранде
- Кампанья-Лупія
- Кіоджа
- Корреццола
- Пьове-ді-Сакко
- Понтелонго